# Gero Camilo
Gero Camilo, nome artístico de Paulo Rogério da Silva (Fortaleza, 18 de dezembro de 1970), é um poeta, ator, diretor, cantor, compositor e dramaturgo brasileiro.

## Biografia
Teve suas primeiras aulas de teatro no Theatro José de Alencar em Fortaleza, aos 19 anos. Mudou-se para São Paulo, com 23 anos, para cursar a EAD (Escola de Arte Dramática da USP). Para passar no vestibular usa na prova de interpretação sua primeira peça autoral "A Procissão" escrita em 1993. Na EAD, enquanto cursava a escola, Gero escreve peças, contos e poemas. Embora fosse uma escola de formação de atores, Gero desenvolve conjuntamente nesses quatro anos de curso, sua produção literária. Ao se formar, em 1998, estreia profissionalmente em São Paulo o monólogo que escreveu e dirigiu "A Procissão", o mesmo que tinha usado para passar no vestibular. Em 2000 começa sua trajetória no cinema, fazendo vários dos grandes filmes brasileiros, entre eles, Bicho de Sete Cabeças, Carandiru, Narradores de Javé, Cidade de Deus e Chamas da Vingança. 
Em 2002 lança o livro A Macaúba da Terra - contos e peças. Torna-se uma referência dramatúrgica no teatro brasileiro, encenando seus próprios textos. Um dos mais aclamados é Aldeotas, peça que faz desde 2004, sucesso sempre de público e critica, tanto quanto A Procissão, que também encena desde 1998. Apaixonado pela vida e obra de Van Gogh, vai para Amsterdã pesquisar o artista e escreve a peça A Casa Amarela, mais um sucesso de público e crítica. 
Em 2015, foi convidado para encenar um texto seu em Portugal. Nessa ocasião, dirige conjuntamente com a portuguesa Luisa Pinto a peça "Caminham Nus Empoeirados". Em 2016, funda junto com o ator Victor Mendes e a produtora Flávia Correa, a Companhia Tertúlia de Acontecimentos. No final de 2016 e início de 2017, estreia "Razão Social" peça escrita e dirigida por Gero e Victor Mendes, obra que fala do samba e do golpe militar de 1964. Paralelo a sua carreira de autor e ator, lança dois discos de canções, na maioria próprias e mais algumas parcerias. Lança primeiro o CD Canções de Invent, em 2008. E o CD Megatamainho, em 2014.
Na televisão, entre outros trabalhos, Gero participou da minissérie Hoje é Dia de Maria, Brava Gente, Som & Fúria e do remake da novela Gabriela na Rede Globo.
Em março de 2022,foi escalado para viver o personagem Didi, criado e originalmente interpretado por Renato Aragão, no vindouro filme Mussum: O Filmis, sobre o comediante morto em 1994.
Gero é gay e alguns de seus personagens mais famosos têm ligações com a comunidade LGBT, como Miss Pirangi da novela Gabriela da TV Globo, de 2012 (que é um remake da novela homônima de 1975).

## Carreira

### No teatro

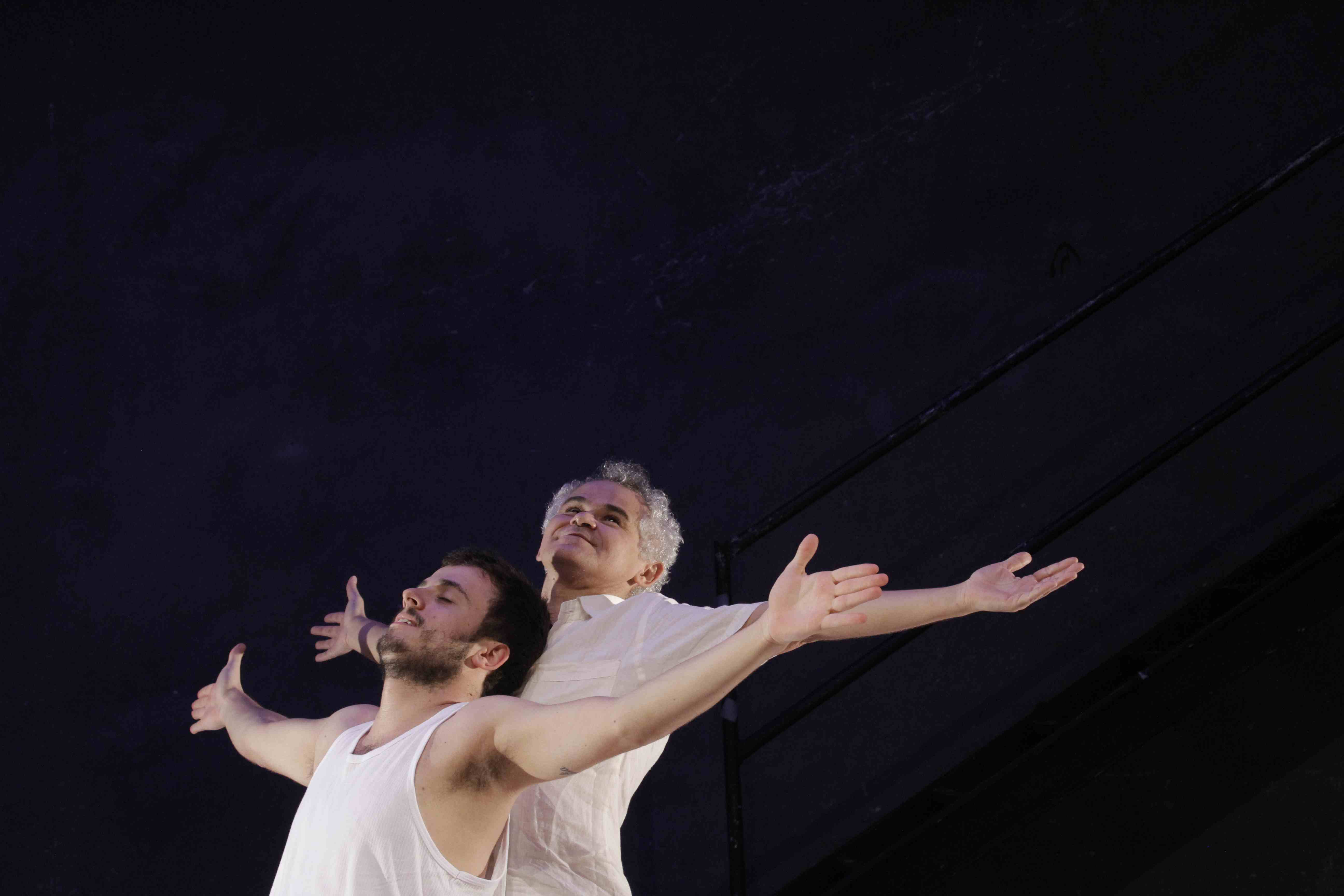
Victor Mendes (esquerda) e Gero Camilo (direita) em cena da peça Aldeotas.

#### Como ator
| Ano       | Título                                 | Papel               |
| --------- | -------------------------------------- | ------------------- |
| 1990      | O Fantástico Circo da Vida             |                     |
| 1991      | Simulacro: Uma História Sequestrada    |                     |
| 1995      | O Macaco Peludo                        | Paddy               |
| 1996      | Aquele que Diz Sim, Aquele que Diz Não |                     |
| 1996      | Prelúdico para Clowns e Guitarra       |                     |
| 1997      | Tartufo                                | Damis               |
| 1998      | A Cândida Erêndira e Sua Avó Desalmada |                     |
| 1999      | A Procissão                            |                     |
| 2004      | Aldeotas                               | Levi                |
| 2006      | Cleide, Eló e as Pêras                 | Ernesto             |
| 2008      | Navalha na Carne                       | Veludo              |
| 2011      | A Casa Amarela                         |                     |
| 2012      | Cabaretfagia - Tristezas de Raimundo   |                     |
| 2013      | A Casa Amarela                         | Van Gogh            |
| 2014      | Cartas À/De Pio                        | Pio Lourenço Correa |
| 2015      | Caminham Nus Empoeirados               |                     |
| 2016 2017 | Razão Social                           | Sabino              |

#### Como diretor
| Ano  | Título                               | Notas                          |
| ---- | ------------------------------------ | ------------------------------ |
| 1998 | A Procissão                          |                                |
| 2004 | Entreatos                            | direção conjunta Ivan Andrade  |
| 2012 | Cabaretfagia - Tristezas de Raimundo |                                |
| 2014 | Cartas À/De Pio                      |                                |
| 2015 | Caminham Nus Empoeirados             | direção conjunta Luisa Pinto   |
| 2016 | Razão Social:                        | direção conjunta Victor Mendes |

### Como autor
Livro e Peças de sua autoria
| Ano  | Título                               | Notas                          |
| ---- | ------------------------------------ | ------------------------------ |
| 1998 | A Procissão                          | Peça                           |
| 2002 | A Macaúba da Terra                   | Livro de Contos e Peças        |
| 2003 | As Bastianas                         | Conto adaptado para Peça       |
| 2004 | Entreatos                            | Peça                           |
| 2004 | Aldeotas                             | Peça e Livro                   |
| 2006 | Cleide, Eló e as Pêras               | Peça                           |
| 2011 | A Casa Amarela                       | Peça e Livro                   |
| 2012 | Cabaretfagia - Tristezas de Raimundo | Conto adaptado para Peça       |
| 2015 | Caminham Nus Empoeirados             | Peça                           |
| 2016 | Razão Social                         | Peça / coautoria Victor Mendes |
| 2016 | Cajita de Monerías                   | Livro de Poesia                |

### Na televisão
| Ano  | Título                                           | Personagem             | Notas                                                          |
| ---- | ------------------------------------------------ | ---------------------- | -------------------------------------------------------------- |
| 2001 | Brava Gente                                      | Chico Norato           | Episódio: As Aventuras de Chico Norato Contra o Boto Vingativo |
| 2005 | Hoje é Dia de Maria                              | Zé Cangaia             |                                                                |
| 2009 | O Amor Segundo Benjamim Schianberg               | Sávio                  |                                                                |
| 2009 | A Noiva                                          | João                   |                                                                |
| 2009 | Som & Fúria                                      | Naum                   |                                                                |
| 2011 | Amor em Quatro Atos                              | José                   | Episódio: "Ela Faz Cinema"                                     |
| 2012 | Gabriela                                         | Miss Pirangi           |                                                                |
| 2015 | Felizes para Sempre?                             | Carlos                 |                                                                |
| 2015 | O Hipnotizador                                   | Donato                 |                                                                |
| 2021 | Manhãs de Setembro                               | Aristides              |                                                                |
| 2022 | 200 Anos de Independência - Ainda Tem Pendência? | Joselino               | Especial de independência                                      |
| 2022 | Cine Holliúdy                                    | Chico Pipoco           | Episódio: "4"                                                  |
| 2023 | Travessia                                        | Wesley / Lucia Del Mar |                                                                |
| 2025 | Pablo & Luisão                                   | Reinaldo               | Episódio: "Avestruz Maxx"                                      |

### No cinema
| Ano  | Título                                                 | Personagem           | Notas          |
| ---- | ------------------------------------------------------ | -------------------- | -------------- |
| 2000 | Cronicamente Inviável                                  | Motorista de ônibus  |                |
| 2001 | Abril Despedaçado                                      | Reginaldo            |                |
| 2001 | Bicho de Sete Cabeças                                  | Interno Ceará        |                |
| 2001 | Domésticas                                             | Claudiney            |                |
| 2002 | Cidade de Deus                                         | Paraíba              |                |
| 2002 | Madame Satã                                            | Agapito              |                |
| 2003 | Narradores de Javé                                     | Firmino              |                |
| 2003 | Carandiru                                              | Sem Chance           |                |
| 2004 | Chamas da Vingança                                     | Aurélio Rosa Sanchez |                |
| 2007 | Pequenas Histórias                                     | Zé Burraldo          |                |
| 2007 | Cinco Frações de Uma Quase História                    | Vicente              |                |
| 2009 | O Auto da Camisinha                                    | Anjo                 | Curta-Metragem |
| 2009 | Hotel Atlântico                                        | Sacristão            |                |
| 2011 | Assalto ao Banco Central                               | Tatu                 |                |
| 2011 | Eu Receberia as Piores Notícias dos seus Lindos Lábios | Viktor Laurence      |                |
| 2012 | Fala Comigo Agora!                                     | Cantor da boate      | Curta-metragem |
| 2013 | Os Pobres Diabos                                       | Zeferino             |                |
| 2015 | Dá Licença de Contar                                   | Mato Grosso          | Curta-metragem |
| 2017 | A Família Dionti                                       | Dr. Waldomiro Carls  | [ 9 ]          |
| 2018 | Talvez uma História de Amor                            | Antônio              |                |
| 2023 | Mussum, o Filmis                                       | Renato Aragão (Didi) |                |
| 2024 | Saudosa Maloca                                         | Mato Grosso          |                |

### Como músico
- 2008 - Canções de Invento
- 2014 - Megatamainho

## Prêmios e indicações
| Ano  | Premiação                                | Categoria                              | Indicação             | Resultado |
| ---- | ---------------------------------------- | -------------------------------------- | --------------------- | --------- |
| 2000 | Festival de Brasília                     | Melhor Ator Coadjuvante                | Bicho de Sete Cabeças | Venceu    |
| 2001 | Festival de Recife                       | Melhor Ator Coadjuvante                | Bicho de Sete Cabeças | Venceu    |
| 2003 | Prêmio Shell de Teatro - SP              | Melhor Ator                            | A Procissão           | Indicado  |
| 2003 | Prêmio Shell de Teatro - SP              | Melhor Música                          | A Procissão           | Indicado  |
| 2003 | Cine PE                                  | Melhor Ator Coadjuvante                | Narradores de Javé    | Venceu    |
| 2004 | Prêmio Shell de Teatro - SP              | Melhor Autor                           | Aldeotas (espetáculo) | Indicado  |
| 2004 | Prêmio Shell de Teatro - SP              | Melhor Ator                            | Aldeotas (espetáculo) | Venceu    |
| 2004 | Prêmio Qualidade Brasil - SP             | Melhor Espetáculo Teatral Drama        | Aldeotas (espetáculo) | Indicado  |
| 2004 | Prêmio Qualidade Brasil - SP             | Melhor Ator Teatral Drama              | Aldeotas (espetáculo) | Venceu    |
| 2005 | Grande Prêmio de Cinema Brasileiro       | Melhor Ator Coadjuvante                | Narradores de Javé    | Venceu    |
| 2006 | Prêmio Qualidade Brasil - RJ             | Melhor Ator Teatral Drama              | Aldeotas (espetáculo) | Indicado  |
| 2009 | Prêmio Arte Qualidade Brasil             | Melhor Ator Coadjuvante Série          | Som & Fúria           | Indicado  |
| 2009 | Prêmio APCA de Cinema                    | Melhor Ator                            | Hotel Atlântico       | Venceu    |
| 2009 | Festival do Rio                          | Melhor Ator Coadjuvante                | Hotel Atlântico       | Venceu    |
| 2010 | Prêmio Contigo! de Cinema Nacional       | Melhor Ator Coadjuvante (voto do Júri) | Hotel Atlântico       | Venceu    |
| 2010 | Grande Prêmio de Cinema Brasileiro       | Melhor Ator Coadjuvante                | Hotel Atlântico       | Indicado  |
| 2023 | Festival Sesc Melhores Filmes            | Melhor Ator Nacional                   | Aldeotas (filme)      | Indicado  |
| 2023 | Festival Sesc Melhores Filmes            | Melhor Diretor Nacional                | Aldeotas (filme)      | Indicado  |
| 2023 | Festival Sesc Melhores Filmes            | Melhor Roteiro                         | Aldeotas (filme)      | Indicado  |
| 2024 | Cine Ceará                               | Troféu Eusélio Oliveira                | Homenagem             | Venceu    |
| 2024 | Prêmio Grande Otelo                      | Melhor Ator Coadjuvante de Filme       | Saudosa Maloca        | Pendente  |
| 2024 | Los Angeles Brazilian Film Festival      | Melhor Ator Coadjuvante                | Saudosa Maloca        | Indicado  |
| 2025 | Prêmio Platino de Cinema Ibero-Americano | Melhor Ator Coadjuvante                | Saudosa Maloca        | Pendente  |